# Егоровка (Старобельский район)
Егоровка (укр. Єгорівка) — село, относится к Старобельскому району Луганской области Украины.
Население по переписи 2001 года составляло 101 человек. Почтовый индекс — 92710. Телефонный код — 6461. Занимает площадь 0,547 км². Код КОАТУУ — 4425185003.

## Местный совет
92710, Луганська обл., Старобільський р-н, с. Світле, вул. Леніна, 1  (укр.)